# Tallman Mountain State Park
Tallman Mountain State Park ist ein State Park im Gebiet der Gemeinde Orangetown in Rockland County, im US-Bundesstaat New York. Er erstreckt sich über ein Gebiet von 687 Acres (2,78 km²) und grenzt direkt an den Hudson River an. Er gehört zum Palisades Interstate Park System.

## Geographie
Der Park liegt nur etwa 1,5 km nördlich der Grenze von New Jersey, genau südlich von Piermont. Er grenzt unmittelbar an die Piermont Marsh die zum Piermont Marsh Component Hudson River National Estuarine Research Reserve gehört. Nach Westen schließt sich der Rockland Country Club (Golfclub) an und der John Orourke Memorial Park. Insgesamt gehört der Park zum Palisades Interstate Park System. Die nächsten Schutzgebiete sind der Palisades Park im Süden jenseits der Grenze von New Jersey mit dem angrenzenden Park Alpine und die nördlich gelegenen Parks auf dem Staatsgebiet von New York: Clausland Mountain County Park (⊙) mit dem Nike Overlook Park (⊙) und dem Tackamac North Park (⊙) und der Blauvelt State Park. Dazwischen liegt der Rockland Cemetery, sowie das Lamont-Doherty-Earth Observatorium (⊙) und weitere Institute der Columbia University.
Die Hudson River Palisades erheben sich an dieser Stelle bis auf 61 m über dem Hudson River.

## Geschichte
Der Tallman Mountain State Park wurde 1928 gegründet, weil die Palisades Interstate Park Commission ein 0,66 km² großes Gelände eines Steinbruchs in das Schutzgebiet aufnehmen wollte. Die Hudson River Palisades sollten an dieser Stelle unter Schutz gestellt werden. Der Park wurde 1933 mit verschiedenen Einrichtungen versehen, als Temporary-Emergency-Relief-Administration-Arbeiter ein Schwimmbecken, Spielplätze und Picknickplätze anlegten. 1942 wurde der Park um 542 acre auf die heutige Größe von 2,19 km² erweitert.

## Freizeitmöglichkeiten
Tallman Mountain State Park dient zur Naherholung und verfügt über 5 mi (7 km) Wanderwege, inklusive eines Abschnitts des Long Path und des Tallman Mountain Bike Path. Außerdem gibt es eine Rennbahn, Tennis-Plätze, Spielfelder, die Möglichkeit zum Cross-Country Skilaufen und Picknickplätze. Ein privates Freizeitbad auf dem Parkgelände kann gegen Eintritt benutzt werden (seit 2016).